# Moyola Park Football Club
Dernière mise à jour : 23 août 2024.
Le Moyola Park Football Club est un club nord-irlandais de football basé à Castledawson dans le comté de Londonderry. Le club est le premier vainqueur de la coupe d'Irlande de football en 1881.

## Historique
Moyola Park Football Club est formé au cours de la saison 1879-1880 sous le patronage de Lord Spencer Chichester, le propriétaire du domaine de Moyola Park à Castledawson près de Magherafelt. Lord Chiochester est le premier président de l'IFA la fédération irlandaise de football basée à Belfast. Moyola Park Football Club est donc un des membres fondateurs de la fédération irlandaise (Nord-irlandaise depuis 1922) en novembre 1880.
Le premier match connu du club est une rencontre amicale à domicile contre Cliftonville FC le 14 février 1880, rencontre remportée sur le score de trois buts à zéro par les visiteurs.
Le 9 avril 1881, Moyola Park devient le premier vainqueur de l'Irish Cup en battant 1-0 en finale Cliftonville.
Après ces débuts prestigieux, le club ne se développe pas et abandonne le football Senior pour évoluer en dehors le l'Irish League qui organise le championnat national. Le club évolue jusqu'à la Seconde Guerre mondiale dans un championnat local du comté de Londonderry. Une exception cependant lors de la saison 1929-1930 puisque le club s'inscrit dans une ligue mineure basée à Belfast. Après guerre, le club participe à la création de la Ballymena and District Junior League et y joue jusqu'en 1977-1978. Il remporte ce championnat à cinq occasions.

## Palmarès
- Coupe d'Irlande du Nord de football
  - Vainqueur : 1880-1881